# Bolesław Bator
Bolesław Stanisław Bator (ur. 14 lipca 1883 w Skrzyszowie, zm. 27 września 1939) – polski prawnik, urzędnik, doktor nauk prawnych, publicysta, polityk i działacz społeczny, poseł na Sejm I kadencji w II RP z ramienia Związku Ludowo-Narodowego.

## Życiorys
Ukończył gimnazjum w Tarnowie. Studiował prawo na Uniwersytecie Lwowskim, które ukończył ze stopniem doktora prawa. Podczas studiów był w latach 1904-1905 prezesem Czytelni Akademickiej we Lwowie. Był także redaktorem młodzieżowego pisma „Teka”. Członek „Ogniwa”, Komitetu Samoobrony Narodowej Młodzieży Polskiej i koła braterskiego Związku Młodzieży Polskiej „Zet”. W latach 1904–1905 zasiadał w jego Centralizacji.
W latach 1907–1915 był sędzią w Czortkowie i Lwowie. Następnie pracował przy Najwyższym Trybunale w Wiedniu. Należał do Ligi Narodowej i w latach 1905–1908 do Stronnictwa Demokratyczno-Narodowego. Przyłączył się do frondy 1908. Był członkiem grupy „Rzeczypospolitej”. W latach 1908-1910 członek Rady Nadzorczej Drużyn Bartoszowych.  
W sierpniu 1914 zastępca komisarza Centralnego Komitetu Narodowego. Zagrożony aresztowaniem wyjechał w czerwcu 1915 do Kijowa. W latach 1916–1918 wydawał książki szkolne z ramienia kijowskiej Rady Okręgowej. Był także członkiem Wydziału Oświaty Polskiego Komitetu Wykonawczego na Rusi. 
Na zjeździe delegatów Polskiej Macierzy Szkolnej w 1918 został wybrany do Polskiego Kuratorium Oświecenia. W 1918 sekretarz biura prac kongresowych w Ministerstwie Spraw Zagranicznych, opracował dane statystyczne ludności na Wołyniu, Podolu i Ukrainie. W 1919 dyrektor biura prasowego delegacji polskiej na konferencję pokojową w Paryżu. W 1921 przeniósł się do Gdańska, gdzie był dyrektorem Banku Emigracyjnego. W 1924 został wybrany do Zarządu Głównego Związku Ludowo-Narodowego. Od kwietnia do listopada 1924 naczelnik Wydziału Prasowego MSZ. W wyborach w 1922 kandydował bezskutecznie z listy państwowej nr 8 (Chrześcijański Związek Jedności Narodowej). W 1924 objął mandat po zmarłym Tadeuszu Fudakowskim. Należał do komisji: budżetowej, morskiej (referent) i spraw zagranicznych. Po zakończeniu sprawowania mandatu poselskiego był radcą ministerialnym w MSZ, zwolniony w grudniu 1927. W latach 1928–1932 był urzędnikiem Wyższego Urzędu Górniczego, a od 1932 wiceprezesem Kolegium Górniczego w Ministerstwie Przemysłu i Handlu. 
Publikował w: „Przeglądzie Wszechpolskim”, „Gazecie Narodowej”, „Gazecie Warszawskiej”, „Myśli Narodowej” i „Gazecie Porannej”. 

## Rodzina
Był synem Józefa i Marii z Tyrków. Miał trzy siostry: Wandę, Adolfinę (po mężu Isakiewicz) i Józefę oraz brata Bronisława.

## Publikacje
- Spuścizna Bolesława Chrobrego (1925)
- Metamorfozy polskie: szkice demograficzne (1928)